# 貝尼毛舍
36°28′41″N 4°38′18″E / 36.478051°N 4.638441°E

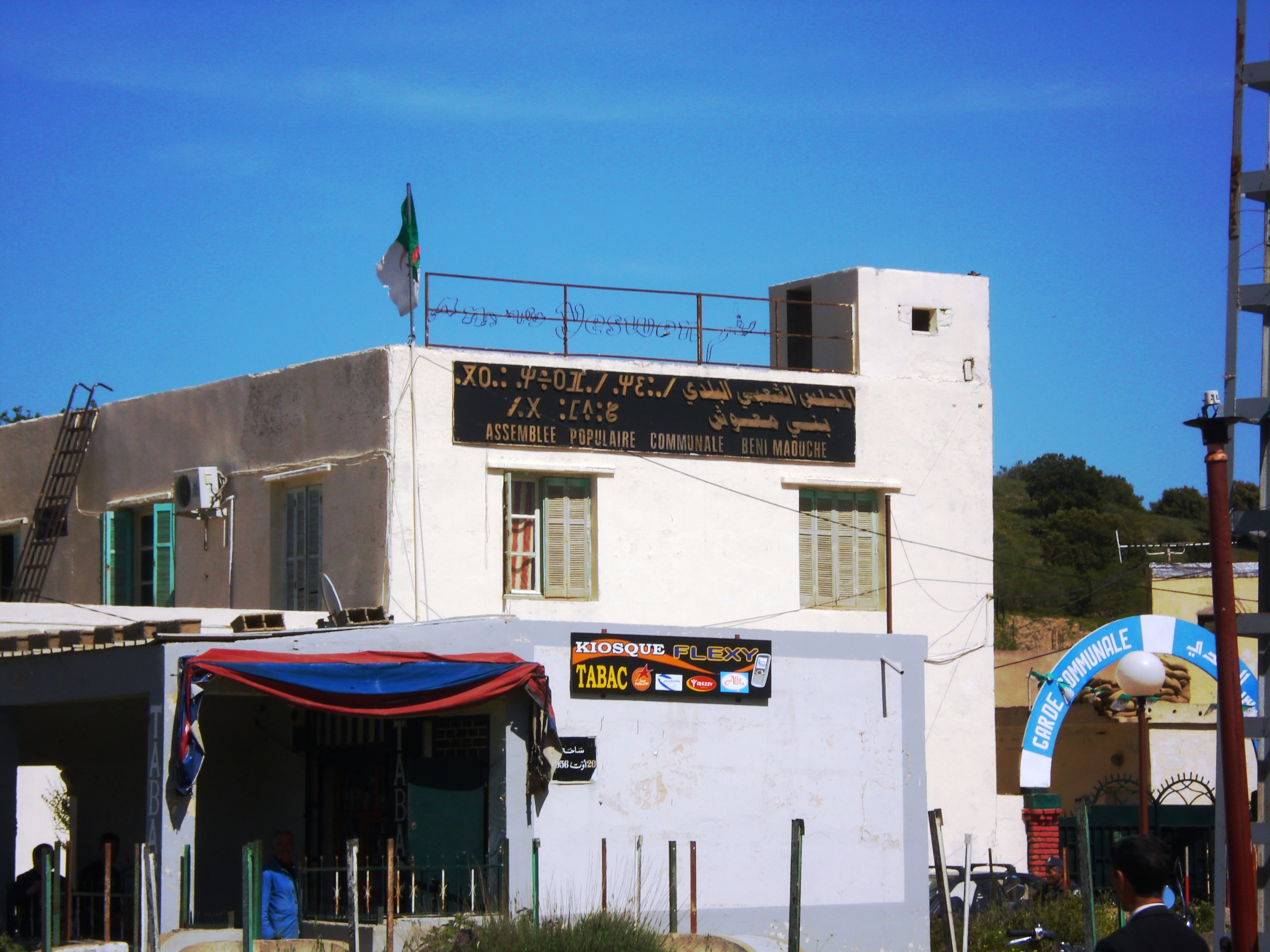

貝尼毛舍（阿拉伯语：‎），是阿爾及利亞的城鎮，位於該國北部，由貝賈亞省負責管轄，是貝尼毛舍區的首府，面積95平方公里，2008年人口13,412，人口密度每平方公里141人。